# Alpaida cuiaba
Alpaida cuiaba Levi, 1988 è un ragno appartenente alla famiglia Araneidae.

## Etimologia
Il nome della specie deriva dalla città brasiliana di rinvenimento: Cuiabá.

## Caratteristiche
L'olotipo femminile rinvenuto ha dimensioni: cefalotorace lungo 1,9mm, largo 1,3mm; il primo femore misura 1,7mm e la patella e la tibia circa 1,9mm.

## Distribuzione
La specie è stata rinvenuta nel Brasile centrale: nel territorio della città di Cuiabá, capitale dello stato del Mato Grosso.

## Tassonomia
Al 2014 non sono note sottospecie e dal 1988 non sono stati esaminati nuovi esemplari.